# Arithmetica universalis

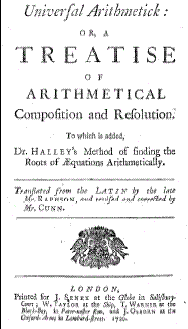
Traduction en anglais de Raphson publiée en 1720…

L'Arithmetica universalis est un ouvrage mathématique d'Isaac Newton. Écrit en latin, il a été édité et publié par William Whiston, le successeur de Newton à la chaire de professeur lucasien de mathématiques à l'université de Cambridge. L'Arithmetica est basée sur des notes de lecture de Newton.
L'édition originale de Whiston a été publiée en 1707. Elle a été traduite en anglais par Joseph Raphson, qui l'a publiée en 1720 sous le titre de Universal Arithmetick. John Machin a publié une seconde édition en latin en 1722.
Aucune de ces éditions ne mentionne Newton comme auteur ; Newton n'était pas d'accord pour la publication de l'Arithmetica, et a refusé de voir son nom apparaître. En fait, lorsque l'édition de Whiston a été  publiée, Newton a été si contrarié qu'il a envisagé d'acheter tous les exemplaires pour les détruire.
L'Arithmetica aborde les problèmes de notation algébrique, des questions d'arithmétique, les relations entre la géométrie et l'algèbre, et la solution des équations. Newton donne sans preuve une règle qui généralise la règle des signes de Descartes et permet de connaître le nombre de racines imaginaires d'un polynôme à coefficients réels. Il faudra attendre jusqu'en 1865 pour que James Joseph Sylvester démontre la règle de Newton.

## Sources
- (en) Cet article est partiellement ou en totalité issu de l’article de Wikipédia en anglais intitulé « Arithmetica Universalis » (voir la liste des auteurs).